# Code of Federal Regulations

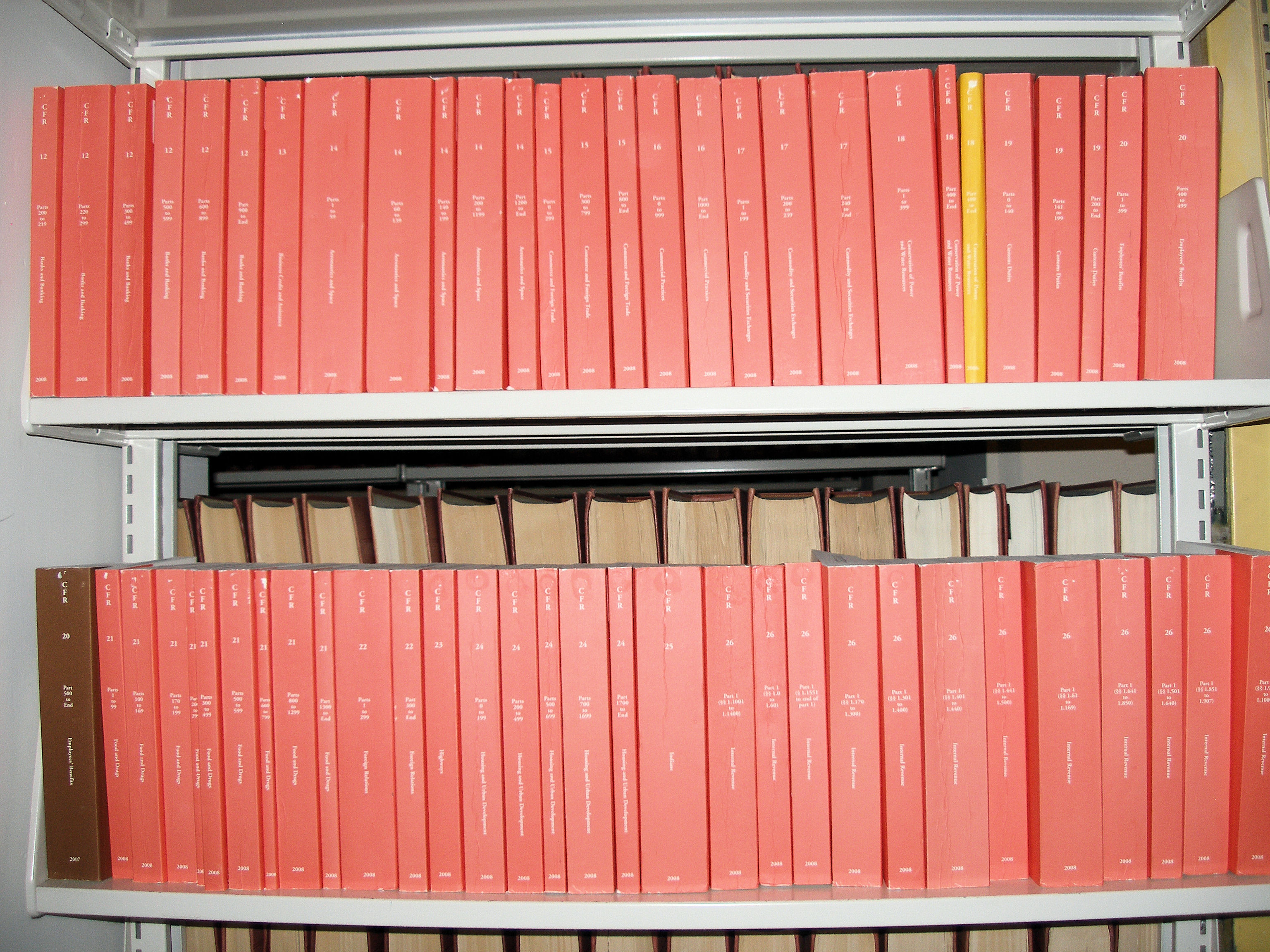
Tryckt version från titel 12 till titel 26 (2009).

Code of Federal Regulations (förkortning: CFR) är en årligt utgiven förteckning av gällande regleringar som är utfärdade av federala myndigheter i USA, av allmän och permanent slag, som publicerats i Federal Register.
Dessa regleringar kommer från USA:s regeringsdepartement och andra fristående myndigheter inom USA:s federala statsmakt.

## Lista över titlar som ingår i CFR
CFR är indelad i 50 titlar som motsvarar olika områden som är föremål för federal reglering. Titlarna finns från 1996 och framåt publicerade på internet genom United States Government Publishing Office.
- Title 1: General Provisions
- Title 2: Grants and Agreements
- Title 3: The President
- Title 4: Accounts
- Title 5: Administrative Personnel
- Title 6: Domestic Security
- Title 7: Agriculture
- Title 8: Aliens and Nationality
- Title 9: Animals and Animal Products
- Title 10: Energy
- Title 11: Federal Elections
- Title 12: Banks and Banking
- Title 13: Business Credit and Assistance
- Title 14: Aeronautics and Space (also known as the Federal Aviation Regulations)
- Title 15: Commerce and Foreign Trade
- Title 16: Commercial Practices
- Title 17: Commodity and Securities Exchanges
- Title 18: Conservation of Power and Water Resources
- Title 19: Customs Duties
- Title 20: Employees' Benefits
- Title 21: Food and Drugs
- Title 22: Foreign Relations
- Title 23: Highways
- Title 24: Housing and Urban Development
- Title 25: Indians
- Title 26: Internal Revenue (also known as the Treasury Regulations)
- Title 27: Alcohol, Tobacco Products and Firearms
- Title 28: Judicial Administration
- Title 29: Labor
- Title 30: Mineral Resources
- Title 31: Money and Finance: Treasury
- Title 32: National Defense
- Title 33: Navigation and Navigable Waters
- Title 34: Education
- Title 35: Reserved (formerly Panama Canal)
- Title 36: Parks, Forests, and Public Property
- Title 37: Patents, Trademarks, and Copyrights
- Title 38: Pensions, Bonuses, and Veterans' Relief
- Title 39: Postal Service
- Title 40: Protection of Environment
- Title 41: Public Contracts and Property Management
- Title 42: Public Health
- Title 43: Public Lands: Interior
- Title 44: Emergency Management and Assistance
- Title 45: Public Welfare
- Title 46: Shipping
- Title 47: Telecommunication
- Title 48: Federal Acquisition Regulations System
- Title 49: Transportation
- Title 50: Wildlife and Fisheries